# أكاديمية غلغت-بلتستان القضائية
أكاديمية غلغت-بلتستان القضائية هي وكالة تابعة لحكومة غلغت-بلتستان في غلغت، باكستان، للتدريب القانوني والتي تأسست عام 2021. توفر الأكاديمية تدريبًا قبل وأثناء الخدمة للموظفين القضائيين وموظفي المحاكم. تدار الأكاديمية من قبل مجلس الإدارة تحت قيادة رئيس المحكمة العليا في غلغت-بلتستان والمدير العام المعين.    

## روابط خارجية
- محكمة غلغت-بلتستان